# Rhodesiella triangularis
Rhodesiella triangularis är en tvåvingeart som beskrevs av Cherian 1992. Rhodesiella triangularis ingår i släktet Rhodesiella och familjen fritflugor.
Artens utbredningsområde är Assam (Indien). Inga underarter finns listade i Catalogue of Life.